# Protium puncticulatum
Protium puncticulatum är en tvåhjärtbladig växtart som beskrevs av Macbride. Protium puncticulatum ingår i släktet Protium och familjen Burseraceae. Inga underarter finns listade i Catalogue of Life.